# Lichterland
Lichterland ist die fünfte Kompilation der deutschen Pop-Rock-Band Unheilig.

## Entstehung und Veröffentlichung
Die Erstveröffentlichung von Lichterland erfolgte am 12. November 2021 durch Vertigo Records. Der Vertrieb erfolgte durch Universal Music Publishing. Die Kompilation erschien zeitgleich in drei verschiedenen Variationen. Die Standard-Edition beinhaltet das Best-of-Album und erschien als Einzelprodukt nur auf CD. Die Deluxe-Edition ist um das Weihnachtsalbum Weihnachtslichter erweitert und erschien als CD, Download, Streaming und 180g Vinylplatte. Als dritte Konfiguration erschien ein Boxset in physischer Form, das auf 6.000 Exemplare limitiert ist. Das Boxset besteht aus einem 2-CD-Hardcoverbuch mit dem Best-of-Album, dem Weihnachtsalbum und einem 40-seitigen Begleitheft, einem 2-CD-Cardsleeve mit dem Abschiedskonzert aus Köln inklusive 8-seitigem Begleitheft, einer 10″-Vinylplatte mit vier Titeln aus der Kompilation, einer 3D-Unheilig-Weihnachtskerze und einem Poster. Am 10. November 2023 erschien Weihnachtslichter als separate Doppel-LP.
Einen ersten Hinweis auf die Veröffentlichung von Lichterland erfolgte am 27. September 2021, als man über die sozialen Netzwerke einen Teaser mit der Nachricht: „Diesen Freitag“ absetzte. Am Freitag, den 1. Oktober 2021 bestätigte man schließlich die Veröffentlichung von Lichterland sowie die verschiedenen Konfigurationen dazu. Ab diesem Tag war das Album auch vorbestellbar.

## Artwork
Auf dem Frontcover der Kompilation ist – neben Künstlernamen und Albumtitel – ein Leuchtturm zu sehen. Der Leuchtturm ist farblich mit schwarzen und weißen Querstreifen dargestellt. Der Fels, auf dem der Leuchtturm steht, der bedeckte Himmel und das Meer sind in verschiedenen Rottönen gehalten. Im Hintergrund ist eine leuchtende Stadt zu erkennen. Der Leuchtturm strahlt; im Strahl selbst steht eine Person, die eine Flagge schwenkt. Das Frontcover beinhaltet einen schwarzen Rahmen, in dessen das Bild mit dem Leuchtturm eingebettet ist. Die Fahne schwenkende Person findet sich auch auf dem Frontcover zum Album Große Freiheit wieder. In den beiliegenden Begleitheften befinden sich Porträts des Grafen sowie Liedtexte. Das Frontcover des Boxsets sowie das der darin enthaltenen 10″-Vinylplatte leuchten im Dunkeln.

## Stil
Szenegestalter und -Kenner der Gothic- und schwarzen Szene wie Myk Jung und Michael Zöller beschrieben den von Unheilig gespielten und auch auf Lichterland präsentierten Stil als Schwarzen Schlager und negieren einen musikalischen Zusammenhang mit Gothic Rock und Dark Wave. Gelegentliche Einordnungen durch Rezensenten in diese Stile sind für Unheilig dennoch gegeben und durch einen inflationären Gebrauch des Begriffes „Gothic“ in der Musikpresse als Supra- oder Oberbegriff für den subkulturellen Bezug zur Schwarzen Szene bedingt.

## Inhalt

### Best Of
Das Best-of-Album besteht aus 21 Titeln und setzt sich aus einer Auswahl von Liedern der letzten sechs Studioalben und dem ersten Best-of-Album von Unheilig zusammen. Dazu kommen zwei Titel, die zuvor auf keinem Album erschienen sind. Die meisten Titel stammen aus dem Album Gipfelstürmer, hiervon schafften es fünf Stück auf die Zusammenstellung. Aus dem kommerziell erfolgreichstem Album Große Freiheit sind vier Titel vertreten. Das Studioalbum Lichter der Stadt und die Kompilation Alles hat seine Zeit – Best of Unheilig 1999–2014 stellen je drei Titel. Während es aus dem Album Puppenspiel zwei Lieder auf Lichterland schafften, sind es von Moderne Zeiten und Von Mensch zu Mensch je nur eins.
Bei Lichtermeer handelt es sich um ein älteres Stück, das bislang nur als Demoaufnahme existierte, hierfür aber neu erarbeitet und erstmals offiziell veröffentlicht wurde. Das Lied Große Freiheit stammt ursprünglich aus dem gleichnamigen Album, wurde in seiner Fassung mit James Last jedoch nie auf einem Album veröffentlicht. Die Zusammenarbeit zwischen Last und Unheilig erfolgte bereits im Jahr 2011, als sie das Stück exklusiv für TUI Cruises neu arrangierten. Die Neuaufnahme trägt auch den Beinamen „Hymne der "Mein Schiff"“. Im Jahr 2011 erschien die Kollaboration als Promo-Single. 2016 erschien eine Neuauflage mit dem Titel Mein Schiff. ebenfalls als Promo-Single.
| #  | Titel                                 | Autor(en)                                               | Produzent(en)                   | Länge | Album                                             |
| -- | ------------------------------------- | ------------------------------------------------------- | ------------------------------- | ----- | ------------------------------------------------- |
| 1  | Lichter der Stadt                     | Der Graf, Henning Verlage                               | Roland Spremberg                | 3:44  | Lichter der Stadt                                 |
| 2  | Geboren um zu leben                   | Der Graf, Henning Verlage                               | Kiko Masbaum                    | 3:49  | Große Freiheit                                    |
| 3  | Wie wir waren (feat. Andreas Bourani) | Andreas Bourani, Der Graf, Roland Spremberg             | Roland Spremberg                | 3:36  | Lichter der Stadt                                 |
| 4  | Lichtermeer                           | Der Graf, Markus Tombült, Henning Verlage               | Markus Tombült, Henning Verlage | 3:42  | —                                                 |
| 5  | So wie du warst                       | Der Graf, Henning Verlage                               | Kiko Masbaum                    | 3:53  | Lichter der Stadt                                 |
| 6  | Wir sind alle wie eins                | Der Graf, Markus Tombült, Henning Verlage               | Roland Spremberg                | 3:02  | Alles hat seine Zeit – Best of Unheilig 1999–2014 |
| 7  | Abwärts                               | Der Graf, Henning Verlage                               | Der Graf, Henning Verlage       | 3:30  | Große Freiheit                                    |
| 8  | Mein Berg                             | Der Graf, Markus Tombült, Henning Verlage               | Roland Spremberg                | 3:57  | Gipfelstürmer                                     |
| 9  | Große Freiheit (feat. James Last)     | Der Graf, Henning Verlage                               | Der Graf, Henning Verlage       | 3:48  | —                                                 |
| 10 | An deiner Seite                       | Der Graf                                                | Der Graf                        | 3:31  | Puppenspiel                                       |
| 11 | Als wär’s das erste Mal               | Der Graf, Markus Tombült, Henning Verlage               | Kiko Masbaum                    | 3:01  | Alles hat seine Zeit – Best of Unheilig 1999–2014 |
| 12 | Glück auf das Leben                   | Der Graf, Kiko Masbaum, Markus Tombült, Henning Verlage | Kiko Masbaum                    | 3:09  | Gipfelstürmer                                     |
| 13 | Unter deiner Flagge                   | Der Graf, Henning Verlage                               | Der Graf, Henning Verlage       | 3:59  | Große Freiheit                                    |
| 14 | Hinunter bis auf Eins                 | Der Graf, Markus Tombült, Henning Verlage               | Thorsten Brötzmann              | 3:23  | Gipfelstürmer                                     |
| 15 | Spiegelbild                           | Der Graf                                                | Der Graf                        | 5:38  | Puppenspiel                                       |
| 16 | Stark 2012                            | Der Graf, Roland Spremberg, Grant Stevens               | José Alvarez-Brill              | 3:34  | Alles hat seine Zeit – Best of Unheilig 1999–2014 |
| 17 | Für immer                             | Der Graf, Henning Verlage                               | Kiko Masbaum                    | 3:25  | Große Freiheit                                    |
| 18 | Astronaut                             | Der Graf                                                | Der Graf                        | 3:39  | Moderne Zeiten                                    |
| 19 | Ich würd’ dich gern besuchen          | Der Graf, Markus Tombült, Henning Verlage               | Markus Tombült, Henning Verlage | 3:32  | Von Mensch zu Mensch                              |
| 20 | Wie in guten alten Zeiten             | Der Graf, Markus Tombült, Henning Verlage               | Markus Tombült, Henning Verlage | 3:56  | Gipfelstürmer                                     |
| 21 | Zeit zu gehen                         | Der Graf, Markus Tombült, Henning Verlage               | Markus Tombült, Henning Verlage | 4:12  | Gipfelstürmer                                     |

### Weihnachtslichter
Bei Weihnachtslichter handelt es sich um ein Weihnachtsalbum, das überwiegend aus zuvor unveröffentlichten Stücken besteht. Alle Titel wurden vom Graf selbst geschrieben, überwiegend in Zusammenarbeit mit Markus Tombült und Henning Verlage. Die Lieder Es kommt ein Schiff, geladen, Leise rieselt der Schnee, Macht hoch die Tür und Weihnachtssaat greifen auf sogenannte Traditionals zurück.
| #  | Titel                        | Autor(en)                                                   | Produzent(en)                   | Länge |
| -- | ---------------------------- | ----------------------------------------------------------- | ------------------------------- | ----- |
| 1  | Die erste Kerze              | Der Graf, Markus Tombült, Henning Verlage                   | Markus Tombült, Henning Verlage | 2:35  |
| 2  | Macht hoch die Tür           | Der Graf, Markus Tombült, Henning Verlage / Traditional     | Markus Tombült, Henning Verlage | 3:38  |
| 3  | Stille Winternacht           | Der Graf, Oliver Reimann, Markus Tombült, Henning Verlage   | Markus Tombült, Henning Verlage | 4:06  |
| 4  | Der erste Schnee             | Der Graf, Roland Spremberg, Markus Tombült, Henning Verlage | Roland Spremberg                | 3:57  |
| 5  | Die zweite Kerze             | Der Graf, Markus Tombült, Henning Verlage                   | Markus Tombült, Henning Verlage | 1:54  |
| 6  | Engel der Verkündung         | Der Graf, Markus Tombült, Henning Verlage                   | Markus Tombült, Henning Verlage | 3:24  |
| 7  | Leise rieselt der Schnee     | Der Graf, Markus Tombült, Henning Verlage / Traditional     | Markus Tombült, Henning Verlage | 3:58  |
| 8  | Weihnachtszeit               | Der Graf, Markus Tombült, Henning Verlage                   | Markus Tombült, Henning Verlage | 4:24  |
| 9  | Sterne hoch                  | Der Graf, Markus Tombült, Henning Verlage                   | Markus Tombült, Henning Verlage | 4:29  |
| 10 | Die dritte Kerze             | Der Graf, Markus Tombült, Henning Verlage                   | Markus Tombült, Henning Verlage | 2:09  |
| 11 | Weihnachtssaat               | Der Graf, Markus Tombült, Henning Verlage / Traditional     | Markus Tombült, Henning Verlage | 4:26  |
| 12 | Es kommt ein Schiff, geladen | Der Graf, Markus Tombült, Henning Verlage / Traditional     | Markus Tombült, Henning Verlage | 4:53  |
| 13 | Winter                       | Der Graf                                                    | Kiko Masbaum                    | 3:55  |
| 14 | Die vierte Kerze             | Der Graf, Markus Tombült, Henning Verlage                   | Markus Tombült, Henning Verlage | 2:35  |

### Das Abschiedskonzert Köln – 10.09.2016
Bei Das Abschiedskonzert Köln – 10.09.2016 handelt es sich um ein Livealbum, das während des Abschiedskonzertes vom Grafen aufgezeichnet wurde. Das Konzert erfolgte am 10. September 2016 im Kölner Rheinenergiestadion vor 30.000 Zuschauern.
| #  | Titel                             | Autor(en)                                               | Produzent(en)                   | Länge |
| -- | --------------------------------- | ------------------------------------------------------- | ------------------------------- | ----- |
| 1  | Auf ein letztes Mal               | Der Graf, Markus Tombült, Henning Verlage               | Markus Tombült, Henning Verlage | 5:13  |
| 2  | Hinunter bis auf eins             | Der Graf, Markus Tombült, Henning Verlage               | Thorsten Brötzmann              | 3:30  |
| 3  | Als wär’s das erste Mal           | Der Graf, Markus Tombült, Henning Verlage               | Kiko Masbaum                    | 3:14  |
| 4  | Glück auf das Leben               | Der Graf, Kiko Masbaum, Markus Tombült, Henning Verlage | Kiko Masbaum                    | 3:32  |
| 5  | Eisenmann                         | Der Graf, Oliver Pinelli                                | Thorsten Brötzmann              | 6:41  |
| 6  | Unter deiner Flagge               | Der Graf, Henning Verlage                               | Der Graf, Henning Verlage       | 4:26  |
| 7  | Feuerengel                        | Der Graf                                                | Der Graf                        | 6:11  |
| 8  | An deiner Seite                   | Der Graf                                                | Der Graf                        | 4:37  |
| 9  | Mein Leben ist die Freiheit       | Der Graf, Markus Tombült, Henning Verlage               | Markus Tombült, Henning Verlage | 5:55  |
| 10 | Lichter der Stadt                 | Der Graf, Henning Verlage                               | Roland Spremberg                | 4:56  |
| 11 | Wir sind alle wie eins            | Der Graf, Markus Tombült, Henning Verlage               | Roland Spremberg                | 4:21  |
| 12 | So wie du warst                   | Der Graf, Henning Verlage                               | Kiko Masbaum                    | 5:17  |
| 13 | Die Weisheiten des Lebens         | Der Graf, Kiko Masbaum, Markus Tombült, Henning Verlage | Kiko Masbaum                    | 5:00  |
| 14 | Wie in guten alten Zeiten         | Der Graf, Markus Tombült, Henning Verlag                | Markus Tombült, Henning Verlag  | 7:25  |
| 15 | Große Freiheit                    | Der Graf, Henning Verlage                               | Der Graf, Henning Verlage       | 6:35  |
| 16 | Zeit zu gehen                     | Der Graf, Markus Tombült, Henning Verlag                | Markus Tombült, Henning Verlag  | 7:09  |
| 17 | Für mich soll’s rote Rosen regnen | Hans Hammerschmid, Hildegard Knef                       | —                               | 2:42  |
| 18 | Geboren um zu leben               | Der Graf, Henning Verlage                               | Kiko Masbaum                    | 5:47  |
| 19 | Für immer                         | Der Graf, Henning Verlage                               | Kiko Masbaum                    | 4:02  |
| 20 | Maschine                          | Der Graf                                                | Der Graf                        | 9:32  |
| 21 | Der Vorhang fällt                 | Der Graf                                                | Der Graf                        | 6:53  |

### Lichtermeer
| # | Titel                    | Autor(en)                                                 | Produzent(en)                   | Länge |
| - | ------------------------ | --------------------------------------------------------- | ------------------------------- | ----- |
| 1 | Lichtermeer              | Der Graf, Markus Tombült, Henning Verlage                 | Markus Tombült, Henning Verlage | 3:42  |
| 2 | Engel der Verkündung     | Der Graf, Markus Tombült, Henning Verlage                 | Markus Tombült, Henning Verlage | 3:24  |
| 3 | Stille Winternacht       | Der Graf, Oliver Reimann, Markus Tombült, Henning Verlage | Markus Tombült, Henning Verlage | 4:06  |
| 4 | Leise rieselt der Schnee | Der Graf, Markus Tombült, Henning Verlage / Traditional   | Markus Tombült, Henning Verlage | 3:58  |

## Singleauskopplungen
Am 15. Oktober 2021 erschien mit Lichtermeer die einzige Singleauskopplung vorab aus Lichterland. Die Single erschien als digitaler Einzeltrack zum Download und Streaming. Das Frontcover ähnelt dem des Albums, es zeigt dasselbe Motiv, nur in der Winterzeit. Wenn man sich die Single vorab sicherte, konnte man sich exklusives Bildmaterial vom Musikvideo sichern. Bei Lichtermeer handelt es sich um einen älteren Titel, der bislang nur als Demoaufnahme existierte, hierfür neu erarbeitet und erstmals offiziell veröffentlicht wurde. Inhaltlicht geht es in dem Lied um Freundschaft, Hoffnung und das Schicksal. Das Musikvideo zu Lichtermeer feierte am Tag der Singleveröffentlichung um 18:00 Uhr seine Premiere auf YouTube. Es zeigt die Geschichte der Jugendfreunde Albert und Emil, die im Jahr 1987 spielt. Die beiden treffen sich bei einem Landwirt, werfen eine Glasscheibe mittels Steinschleuder ein, um diesen abzulenken und ein Moped zu klauen, mit dem sie zunächst durch die Gegend fahren. Nach einiger Zeit machen sie halt, rauchen eine Zigarette und sitzen, bis es dunkel wird, an einem Feldrand. Im Dunkeln brechen sie sich nach Hause auf, um festzustellen, dass das Haus von einem der beiden in Flammen steht. Das Video endet damit, dass der Junge, dessen Haus abbrannte, mit seiner Familie das Dorf verlässt und die beiden Freunde erstmal getrennt sind. Die letzte Szene zeigt den davon fahrenden Pritschenwagen mit der Einblendung: „Fortsetzung folgt“. Die Fortsetzung des Geschichte bildet das Musikvideo zur Videosingle Engel der Verkündung auf Weihnachtslichter. Lichtermeer konnte sich nicht in den Singlecharts platzieren.

## Mitwirkende
Albumproduktion
- José Alvarez-Brill: Musikproduzent (Lied 16)
- Andreas Bourani: Gesang (Lied 3), Liedtexter (Lied 3)
- Thorsten Brötzmann: Musikproduzent (Lied 14)
- Der Graf: Gesang (Lieder: 1–21), Komponist (Lieder: 1–21), Liedtexter (Lieder: 1–21), Musikproduzent (Lieder: 7, 9–10, 13, 15, 18)
- Kiko Masbaum: Komponist (Lieder: 11–12), Musikproduzent (Lieder: 2, 5, 11–12, 17)
- Roland Spremberg: Komponist (Lieder: 3, 16), Musikproduzent (Lieder: 1, 3, 6, 8)
- Grant Stevens: Komponist (Lied 16), Liedtexter (Lied 16)
- Markus Tombült: Komponist (Lieder: 4, 6, 8, 11, 14, 19–21), Liedtexter (Lieder: 4, 6, 8, 11–12, 14, 19–21), Musikproduzent (Lieder: 4, 19–21)
- Henning Verlage: Komponist (Lieder: 1–2, 4–9, 11, 13–14, 17, 19–21), Liedtexter (Lieder: 4, 6, 8, 11–12, 14, 19–21), Musikproduzent (Lieder: 4, 7, 9, 13, 19–21)

Unternehmen
- Arabella Musikverlag: Verlag (Lied 16)
- BMG Rights Management: Verlag (Lied 3)
- Budde Zwei Edition: Verlag (Lieder: 10, 15, 18)
- Fansation Musikverlag: Verlag (Lieder: 1–15, 17–21)
- Lucky Fool Studio: Verlag (Lied 3)
- Unholy Deed Edition: Verlag (Lied 16)
- Universal Music Publishing: Verlag (Lieder: 1–9, 11–14, 17, 19–21), Vertrieb (Lieder: 1–21)
- Vertigo Records: Musiklabel (Lieder: 1–21)

## Rezeption

### Rezensionen
Andi vom Online-Magazin musicheadquarter.de bewertete die Zusammenstellung mit acht von neun Punkten. Der Rezensent beschrieb Lichterland unter anderem als „wunderschön aufgemachtes Best-of-Album“ und „Mainstream-Zusammenstellung“. Mit seiner „sonoren Ausnahmestimme“ singe sich der Graf durch die „Single-Hits“ und „Live-Favoriten“ der Band. Wer bereits alles von Unheilig habe, bekäme mit dieser Kompilation den neuen Titel Lichtermeer und ein „durchaus gelungenes“ Weihnachtsalbum, das den Geist von Unheilig verbreite und fast ausschließlich neue Stücke biete.
Michelle-Marie Aumann vom deutschsprachigen Online-Magazin laut.de vergab lediglich einen von fünf Sternen und stellte sich unter anderem die Frage, ob der „offizielle“ Austritt des Grafen im Jahr 2016 nicht gereicht hätte. Wie auf den beiden Best-of-Vorgängern fokussiere sich Lichterland ebenfalls an der „Erfolgszeit“ nach Große Freiheit. Dabei stehe Wie wir waren symptomatisch für die „Wischi-Waschi-Auswahl“ an Pop-Balladen. Nur wenige „Passagen“ würden mit dem Weichspüler sparen: Abwärts, Hinunter bis auf eins und Spiegelbild würden zu den härteren Liedern auf der Liste gehören. Die Singleauskopplung Lichtermeer versuche dem „inhaltsleeren Wortgebilde“ mit Streichern und Klavier einen „dramatischen Auftritt“ zu geben. Auf einer nächsten Zusammenstellung sollten Unheilig wieder mehr an ihre früheren Fans denken, dann käme zumindest mehr Abwechslung heraus. Außerdem schlage sich der „missglückte Rammstein-Vibe“ immer noch besser, als die permanente „Bourani-Duselei“.
Eric Meyer von Plattentests.de bewertete Lichterland mit nur einem von zehn Punkten. Er ist der Meinung, dass sich mittels eines Best-ofs in Erinnerung zu rufen, nicht super originell sei. Warum es aber ein paar Jahre nach Alles hat seine Zeit – Best of Unheilig 1999–2014 eine zweite Karriere-Rückschau braucht?: „Nun ja, das mit dem Schenken zu Weihnachten … äh, das wird doch jedes Jahr schwieriger!“ Und mit dem Grafen gehe man eben auf Nummer sicher, der vertonte C&A- oder Douglas-Gutschein, sozusagen. Meyer beklagt des Weiteren, dass es ist nichts neues auf dem Album gebe und verglich die Liedtext des angeblich neuen Werkes Lichtermeer mit feinen Plätzchen. Passenderweise würden die Produzenten dieser Halb-Schmonzette einen zeitgemäßen, locker-flockigen All-alman-Hitfabrik-Beat kredenzen, der auch auf der letzten Platte von Helene Fischer perfekt in den Schunkelreigen gepasst hätte. Der Rest sei bekannt: Foxtrott-Rhythmen, Seemanns-Chöre, Pianoklänge aus der Konserve. Hier mal ein schwülstiger Streicher-Teppich, dort Powerchord-Gitarren, ab und an auch mal glattgeschliffener Pop-Rock mit zarter Rammstein-Ästhetik. Und allerorten salbe der Graf mit immergleicher Intonation, tauche abgegriffene Seefahrt-Motive in Schlager-Kitsch-Lauge, bemühe bedeutungsschwanger Themen wie "Liebe", "Hoffnung", "Freiheit", ohne selbige Begrifflichkeiten mit Inhalt zu füllen. Nichts als Skizzen. Skizzen der Leere, mit ganz viel Refrain.

### Charts und Chartplatzierungen
Lichterland erreichte in Deutschland Rang fünf der Albumcharts und platzierte sich eine Woche in den Top 10 sowie neun Wochen in den Top 100. In den deutschsprachigen Albumcharts erreichte das Album Rang zwei und musste sich lediglich dem Spitzenreiter Santa Claus von den Broilers geschlagen geben. Darüber hinaus platzierte sich Lichterland auf Rang elf in den Downloadcharts. In Österreich platzierte sich das Album eine Woche in den Charts und erreichte dabei Rang acht. In der Schweiz erreichte das Album Rang zwölf und platzierte sich vier Wochen in den Charts. 2021 platzierte sich Lichterland auf Rang 89 der deutschen Album-Jahrescharts.
Für Unheilig ist Lichterland das 15. Chartalbum in Deutschland sowie der neunte Charterfolg in Österreich und der achte in der Schweiz. In Deutschland und Österreich ist es jeweils der achte Top-10-Erfolg der Band.
| ChartsChartplatzierungen | Höchstplatzierung | Wochen |
| ------------------------ | ----------------- | ------ |
| Deutschland (GfK)        | 5 (9 Wo.)         | 9      |
| Österreich (Ö3)          | 8 (1 Wo.)         | 1      |
| Schweiz (IFPI)           | 12 (4 Wo.)        | 4      |

| ChartsJahrescharts (2021) | Platzierung |
| ------------------------- | ----------- |
| Deutschland (GfK)         | 89          |